# Szellőcskevölgyi fatemplom
A szellőcskevölgyi fatemplom műemlékké nyilvánított épület Romániában, Kolozs megyében. A romániai műemlékek jegyzékében a  CJ-II-m-B-07750 sorszámon szerepel.